# Lilla Mörtgöl
Lilla Mörtgöl är en sjö i Åtvidabergs kommun i Östergötland och ingår i Storåns huvudavrinningsområde. Sjön har en area på 0,0915 kvadratkilometer och ligger 83,2 meter över havet.

## Delavrinningsområde
Lilla Mörtgöl ingår i det delavrinningsområde (645456-152103) som SMHI kallar för Ovan 645394-152136. Medelhöjden är 88 meter över havet och ytan är 7,51 kvadratkilometer. Det finns ett avrinningsområde uppströms, och räknas det in blir den ackumulerade arean 30,15 kvadratkilometer. Könserumsån som avvattnar avrinningsområdet har biflödesordning 2, vilket innebär att vattnet flödar genom totalt 2 vattendrag innan det når havet efter 39 kilometer. Avrinningsområdet består mestadels av skog (75 procent) och jordbruk (10 procent). Avrinningsområdet har 0,72 kvadratkilometer vattenytor vilket ger det en sjöprocent på 9,6 procent.